# Pillars of the Sky
Pillars of the Sky é um filme de faroeste estadunidense dirigido por George Marshall e estrelado por Jeff Chandler e Dorothy Malone. Foi lançado em 12 de outubro de 1956, pela Universal Pictures.

## Elenco
- Jeff Chandler ...Primeiro Sargento Emmett Bell
- Dorothy Malone ...Calla Gaxton
- Ward Bond ...Doutor Joseph Holden
- Keith Andes ...Capitão Tom Gaxton
- Lee Marvin ...Sargento Lloyd Carracart
- Sydney Chaplin ...Timothy
- Willis Bouchey ...Coronel Edson Stedlow
- Michael Ansara ...Kamiakin
- Olive Carey ...Sra. Anne Avery
- Charles Horvath ....Sargento Williams
- Orlando Rodriguez ...Malachi
- Glen Kramer ...Tenente Winston
- Floyd Simmons ...Tenente Hammond
- Pat Hogan ...Jacob
- Felix Noriego ...Lucas
- Paul Smith ...Morgan
- Martin Milner ...Waco
- Robert Ellis ...Albie
- Ralph Votrian ...Music (como Ralph J Votrian)
- Walter Coy ...Major Donahue
- Alberto Morin ...Sgt. Major Frenchy Desmonde
- Richard Hale ...Isaiah
- Frank Kova ...Zachariah (como Frank de Kova)
- Terry Wilson ...Capitão Fanning
- Philip Kieffer ...Major Randall
- Gilbert Conner ...Elijah